# Slam Tilt Resurrection
Slamtilt Resurrection è un videogioco di tipo simulatore di flipper sviluppato da 21st Century Entertainment per sistema Windows e pubblicato nel 1999.

## Modalità di gioco
Il videogioco comprende due tavoli flipper Pirate e Demon, ripresi e rivisitati dal videogioco Slam Tilt sviluppato dagli stessi programmatori qualche anno prima. I tavoli di gioco sono trasformati in 3D in questa versione e molte sono le opzioni a disposizione. Il tavolo Pirate narra le gesta di un equipaggio di pirati ambientato nel XVII secolo. Il tavolo Demon è a tema horror e si avrà a che fare con vari mostri e demoni.